# Abraham Fougt
Abraham Fougt, född 1684 i Härnösand, död 5 maj 1760 i Torneå, var en svensk präst och riksdagsman.
Fougt blev student vid Uppsala universitet i september 1703 och disputerade där pro exercitio 1709. År 1712 inskrevs han vid Lunds universitet men återvände till Uppsala där han disputerade pro gradu 1714 under Johannes Steuchius' presidium samt promoverades till filosofie magister i juni 1716. I maj 1718 fick han tjänst som rektor vid Torneå skola men begärde före avresan dit att få prästvigas, vilket skedde i Härnösands domkyrka. Prosten Henrik Forbus uttryckte 1724 en önskan att få överlåta pastoratet på Fougt, som var gift med Forbus' styvdotter. Detta ogillades av konsistoriet men Fougt erhöll ändå kunglig fullmakt på tjänsten i juli 1724. Han satt dock var på rektorstjänsten tills han tillträdde som kyrkoherde 1 maj 1725. Fougt var riksdagsman vid 1731 års riksdag och blev också prost. Då Carl von Linné stannade i Torneå på sin lappländska resa 1732 träffade han Fougt; kung Adolf Fredrik hörde honom predika under sitt besök i Torneå 1752.
I teologiskt avseende företrädde Fougt den lutherska ortodoxin och motsatte sig både den konservativa och den radikala pietismen, liksom han var en motståndare till herrnhutismen.
Fougt var son till guldsmeden Johan Fougt i Härnösand. Han gifte sig 1719 med Christina Eurenia Höjer, som var dotter till handelsmannen Pehr Höjer i Umeå och Margareta Forsman; modern gifte om sig först med kyrkoherden Nils Eurenius i Lövånger och sedan med prosten Henrik Forbus. Makarna Fougt hade 17 barn, av vilka kan nämnas boktryckaren Henric Fougt, prosten Johan Fougt som var kyrkoherde i Nora i Ångermanland, brukspatronen och borgmästaren Nils Petter Fougt i Larsmo, Christina Margareta Fougt som var gift med borgmästaren Peter Pipping i Torneå, hovkamreraren Abraham Fougt, Ebba Charlotta Fougt som var gift med häradshövdingen Johan Polviander i Uleåborg och Magdalena Jacobina Fougt som var gift med lantmätaren Nils Ekholm i Vasa.